# Maarjamäe
Maarjamäe (betyder "Mariakullen" på estniska) är en stadsdel i distriktet Pirita i Estlands huvudstad Tallinn.